# Usodni telefon
Usodni telefon je črnobeli, nizkoproračunski slovenski film iz leta 1987. Debitantski film Damjana Kozoleta. Gre za enega prvih neodvisnih filmov v bivši Jugoslaviji. Nastal je pod vplivom francoskega novega vala. Tematizira nastajanje filma, cinefilsko strast in akuzmatični glas. Pri scenariju sta sodelovala Silvan Furlan in Stojan Pelko. V glavni vlogi igra Vinci Vogue Anžlovar, v filmu se pojavijo režiser Franci Slak, Jože Dolmark, Alan Hranitelj, Lena Pislak.